# Luísa Sobral
Luísa Sobral (født 18. september 1987) er en portugisisk sangerinde og sangskriver hun skrev sangen "Amar Pelos Dois" som repræsenterede Portugal og vandt Eurovision Song Contest 2017 som er sunget af hendes bror Salvador Sobral.